# Peggy Gou
Peggy Gou (en coreano: 페기 구, Incheon; 3 de julio de 1991), nombre real Kim Min-ji (김민지), es una DJ surcoreana, además de productora musical, cantautora, cantante y diseñadora de moda. Ha lanzado siete EP en sellos discográficos que incluyen Ninja Tune y Phonica Records. En 2019, lanzó su propio sello discográfico independiente, Gudu Records, y lanzó una compilación de DJ-Kicks, DJ-Kicks: Peggy Gou, en !k7 Records.

## Vida personal
Nacida en Incheon (Corea del Sur), Peggy Gou comenzó las clases de piano clásico a los 8 años. A los 14 años, sus padres la enviaron a Londres (Reino Unido) para estudiar inglés. Regresó a Corea cuando tenía 18 años, pero seis meses después regresó a Londres para estudiar moda en el London College of Fashion. Después de graduarse, trabajó como editora corresponsal en Londres para Harper's Bazaar Korea, y luego se mudó a Berlín (Alemania), donde reside actualmente.

## Carrera
Gou aprendió sobre DJ en 2009 por una amiga de Facebook de Corea. Tuvo su primer concierto en Cirque Le Soir, Soho, y luego actuó semanalmente en The Book Club, en East London. En 2013, aprendió a usar Ableton Live y comenzó a crear sus propias pistas. En 2014 lanzó su primer tema, Hungboo llamado así por el héroe de un cuento de hadas coreano. Tocó la canción en Corea por primera vez en el show inaugural de los Style Icon Awards 2016, con el galardonado actor Yoo Ah-in en un video de arte visual.
Gou hizo su debut discográfico en enero de 2016 en el sello Rekids de Radio Slave con The Art of War Part 1, con un remix de Galcher Lustwerk. A continuación lanzó cuatro EP, incluido Seek for Maktoop, con la exitosa canción It Makes You Forget (Itgehane). Maktoop o maktoob, significa destino en árabe («lo que está escrito»). Esto fue seguido por los EP Once y Han Jan en 2018, y Moment en abril de 2019. Once sería la primera vez que canta en un disco.

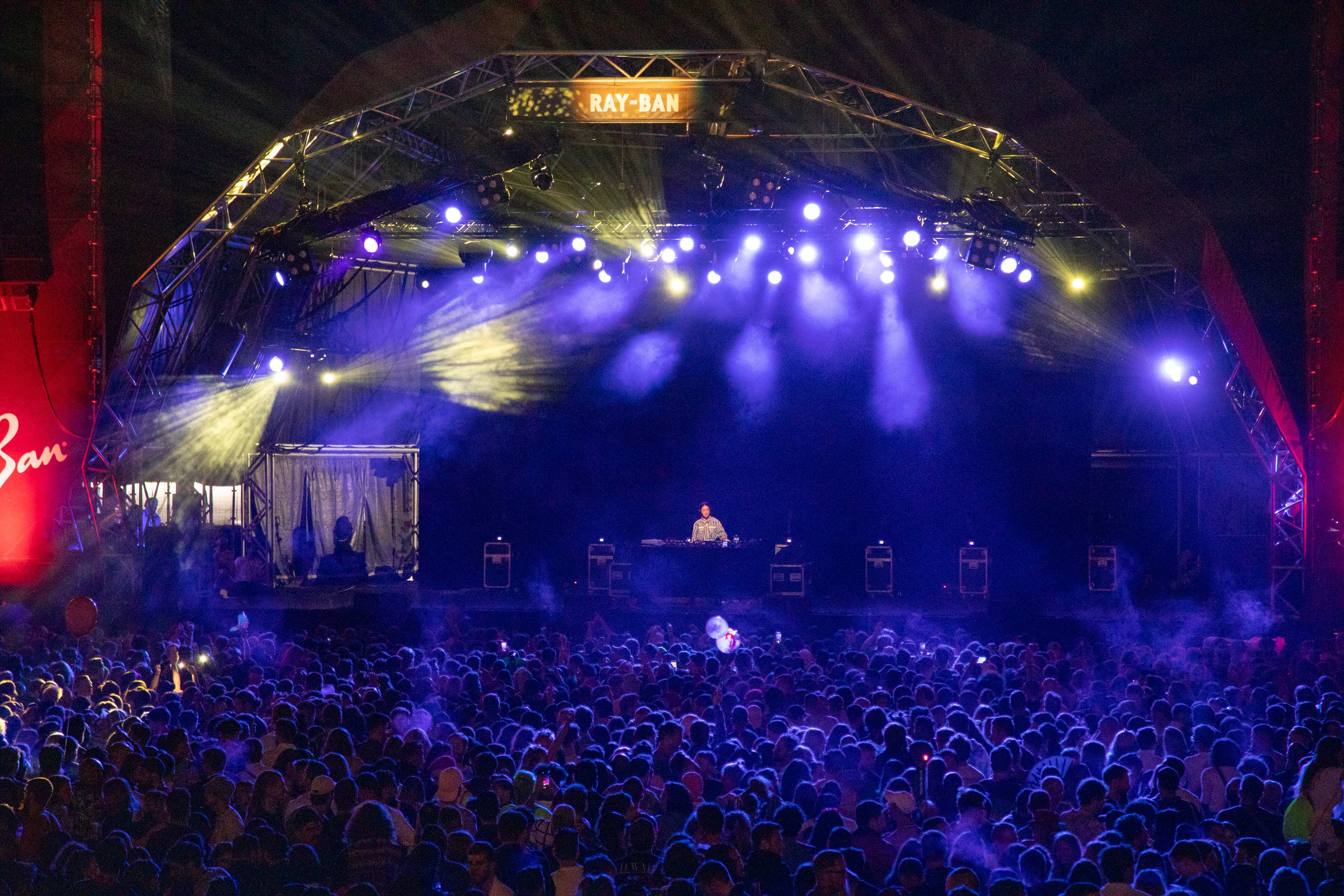
Peggy Gou actuando en Primavera Sound, Barcelona (2019).

Gou se embarcó en su primera gira por Norteamérica e hizo un debut en Boiler Room en Nueva York en 2017. Se convirtió en la primera DJ coreana en tocar en el club nocturno más exclusivo de Berlín, Berghain. Pinchó en más de cien conciertos en vivo en un año y ha actuado junto a artistas como Moodymann, The Black Madonna y DJ Koze. Desde entonces, ha tenido conciertos en los escenarios de festivales mundiales en Coachella, Glastonbury, Sonus en Croacia, Dekmantel de Ámsterdam, The Printworks de Londres, Ibiza, Amsterdam Dance Event, Primavera Sound, Sónar de Barcelona, así como el desfile de moda Off-White de Virgil Abloh. Ya se habla de Gou-mania.
En 2018, Gou lanzó su música en las discográficas Ninja Tune y Phonica. En septiembre de 2018, ganó la Mejor canción por It Makes You Forget (Itgehane) en los AIM Independent Music Awards. It Makes You Forget (Itgehane) figura en la lista de canciones de FIFA 2019.
En 2019, Forbes nombró Gou como uno de los líderes, pioneros y empresarios asiáticos menores de 30 años. En febrero de 2019, Gou lanzó su propia marca de moda KIRIN («jirafa» en coreano), con el apoyo de Virgil Abloh, bajo el Grupo New Guards. Al mes siguiente, anunció el lanzamiento de su propio sello discográfico independiente, Gudu Records (gudu significa «zapatos» en coreano).
En junio de 2019, Gou lanzó DJ-Kicks: Peggy Gou, la 69.ª entrega de la compilación de mezclas DJ-Kicks de !k7. El álbum se convirtió en su primera aparición en la lista de Billboard, alcanzando el noveno lugar en Ventas de álbumes de baile / electrónicos, y la segunda compilación que alguna vez llegó al top 10 después de la de Moodymann.
El 25 de julio de 2019, Gou lanzó su primer videoclip para su exitosa canción Starry Night (2019) exclusivamente en Apple Music, dirigida por Jonas Lindstroem, y una vez más presentó a Yoo Ah-in, el actor principal en la galardonada película surcoreana, Burning. El video musical fue lanzado mundialmente en YouTube en septiembre de 2019.
En agosto de 2021, Gou lanzó otro video oficial llamado "I go" que es dirigido por el director Inji Seo.

## Discografía

### DJ mix
- DJ-Chuts: Peggy Gou (2019)

### EP
- Art of War
- Art of War (Part II)
- Seek for Maktoop
- Once
- Moment

### Singles
- Day Without Yesterday / Six O Six
- It Makes You Forget (Itgehane)
- Han Jan
- Travelling Without Arriving
- It Makes You Forget (Itgehane) [Remixes]
- Starry Night

## Ranking DJMag
| DJ        | 2019 | 2020 | 2021 | 2022 | 2023 | 2024 |
| --------- | ---- | ---- | ---- | ---- | ---- | ---- |
| Peggy Gou | 80°  | 69°  | 38°  | 24°  | 9°   | 10°  |

## Ranking DJAne
| DJ        | 2019 | 2020 | 2021 | 2022 | 2023 | 2024 |
| --------- | ---- | ---- | ---- | ---- | ---- | ---- |
| Peggy Gou | 10°  | 15°  | 7°   | 5°   | 2°   | 2°   |

## Premios
- Power Hits Estate
  - 2023 – awards PMI for  (It Goes Like) Nanana